# Parasymbellia mucronata
Parasymbellia mucronata är en insektsart som beskrevs av Marius Descamps 1964. Parasymbellia mucronata ingår i släktet Parasymbellia och familjen Euschmidtiidae. Inga underarter finns listade i Catalogue of Life.